# FIA European Truck Racing Championship 2009

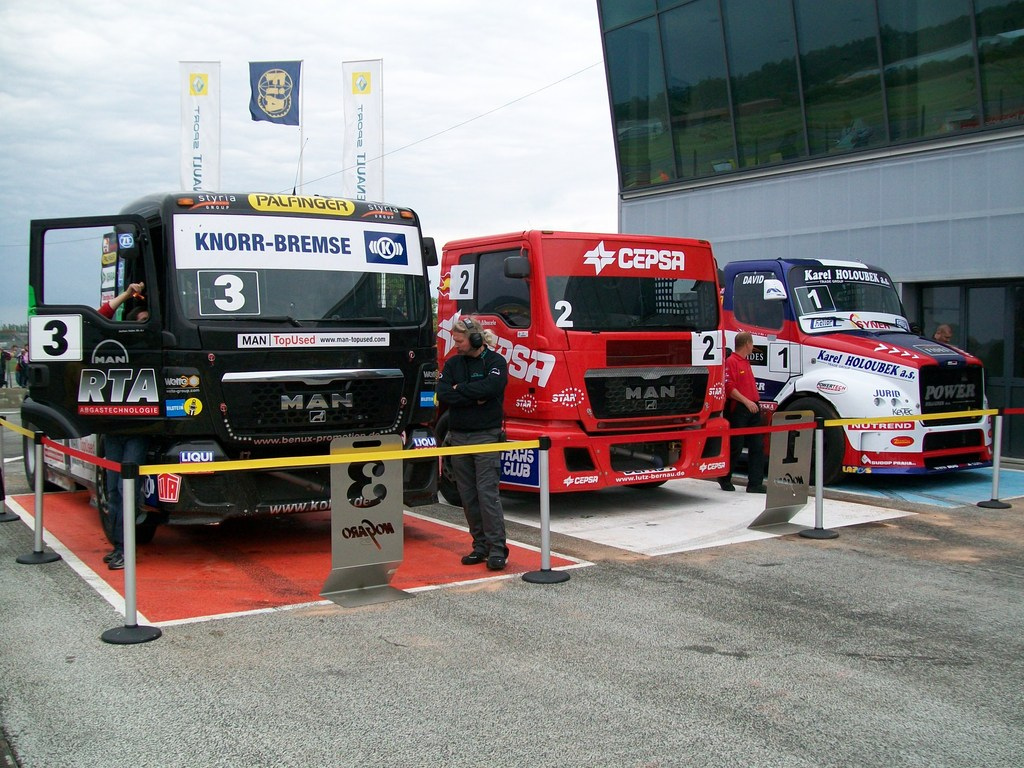
Podium beim letzten Rennen des vierten Laufs der Saison in Nogaro: Antonio Albacete (Mitte) vor David Vršecký(rechts im Bild) und Jochen Hahn (links im Bild)

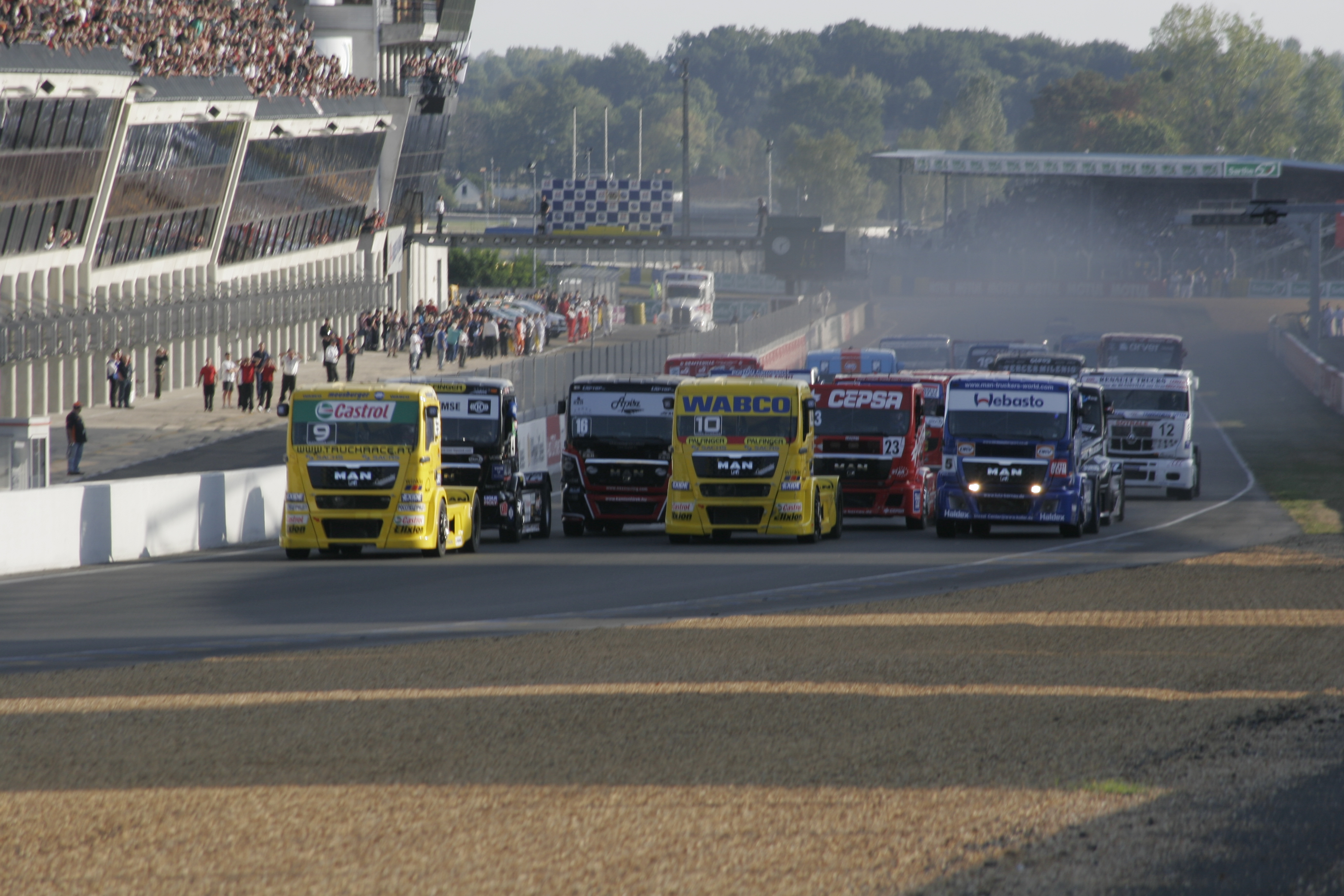
Rennstart in Le Mans

Die Truck-Racing-Europameisterschaft 2009 (auch: FIA European Truck Racing Championship 2009 oder FIA ETRC 2009) war eine europaweit von der FIA ausgetragene Motorsport-Rennmeisterschaft in der Gruppe F (Renntrucks). Die zehn (10) Läufe mit je vier (4) Rennen umfassende Truck-Racing-EM war die 25. überhaupt und die vierte (4.) seit sie 2006 von der FIA das Prädikat Meisterschaft (Championship) verliehen wurde. Zuvor hatte sie lediglich den Status eines Cups.
Der tschechische Rennfahrer David Vršecký gewann die Meisterschaft auf seinem Freightliner-Renntruck vor Antonio Albacete und Jochen Hahn aus Deutschland (beide MAN).
Gemeinsam mit Makus Bösiger gewann David Vršecký auch die Team-Wertung als Team Buggyra Int. Racing System auf Freightliner-Renntrucks (887 Punkte). An zweiter Stelle landeten Jochen Hahn und Balázs Szobi als Team Hahn Oxxo Racing mit ihren MAN-Renntrucks (634 Punkte). Mit 474 Punkten holten sich Markus Altenstrasser und Frankie Vojtíšek als Frankie Truck Racing Team auf Renault-Trucks den dritten Platz auf dem Podium. Den vierten Platz fuhr das Team Bird’s Bernau, bestehend aus Christopher Levett und Dominique Lachèze mit insgesamt 291 Punkten ein.

## Rennkalender
| Lauf | Datum                      | Rennen      | Ort           | Strecke               | Platz 1 (nach Punkten) | Punkte | Platz 2 (nach Punkten) | Punkte | Platz 3 (nach Punkten) | Punkte |
| ---- | -------------------------- | ----------- | ------------- | --------------------- | ---------------------- | ------ | ---------------------- | ------ | ---------------------- | ------ |
| 1.   | 8. bis 10. Mai 2009        | Niederlande | Assen         | TT Circuit Assen      | Antonio Albacete       | 58     | Markus Bösiger         | 39     | David Vršecký          | 31     |
| 2.   | 23. bis 24. Mai 2009       | Italien     | Misano        | Misano World Circuit  | David Vršecký          | 52     | Markus Bösiger         | 49     | Antonio Albacete       | 45     |
| 3.   | 6. bis 7. Juni 2009        | Spanien     | Albacete      | Circuito de Albacete  | Antonio Albacete       | 56     | David Vršecký          | 42     | Markus Bösiger         | 40     |
| 4.   | 20. bis 21. Juni 2009      | Frankreich  | Nogaro        | Circuit Paul Armagnac | David Vršecký          | 52     | Jochen Hahn            | 47     | Antonio Albacete       | 44     |
| 5.   | 4. bis 5. Juli 2009        | Spanien     | Barcelona     | Circuit de Catalunya  | Jochen Hahn            | 52     | David Vršecký          | 50     | Antonio Albacete       | 46     |
| 6.   | 24. bis 26. Juli 2009      | Deutschland | Nürburg       | Nürburgring           | David Vršecký          | 50     | Antonio Albacete       | 42     | Markus Bösiger         | 42     |
| 7.   | 29. bis 30. August 2009    | Tschechien  | Most          | Autodrom Most         | Antonio Albacete       | 53     | David Vršecký          | 52     | Christopher Levett     | 33     |
| 8.   | 12. bis 13. September 2009 | Belgien     | Zolder        | Circuit Zolder        | David Vršecký          | 54     | Jochen Hahn            | 42     | Antonio Albacete       | 39     |
| 9.   | 19. bis 20. September 2009 | Frankreich  | Le Mans       | Circuit Bugatti       | David Vršecký          | 58     | Antonio Albacete       | 48     | Jochen Hahn            | 40     |
| 10.  | 3. bis 4. Oktober 2009     | Spanien     | San Sebastián | Circuito del Jarama   | David Vršecký          | 49     | Jochen Hahn            | 42     | Christopher Levett     | 41     |

## Wertung
An jedem Rennwochenende wurden vier (4) Rennen gefahren, je zwei (2) am Samstag und zwei (2) am Sonntag.
Beim jeweils zweiten (2.) Tagesrennen (also Rennen 2 und 4 je Rennwochenende) wurde durch die Umkehr-Regelung die Startaufstellung des vorherigen Rennens teilweise umgedreht; dies betrifft die Top 8 am Zieleinlauf.
- Der Sieger der Rennen 1 und 3 eines Wochenendes (jeweils erstes Tagesrennen) ging also im darauffolgenden Rennen (2 und 4) von Position 8 aus ins Rennen.
- Der Achtplatzierte (8.) der Rennen 1 und 3 eines Wochenendes (jeweils zweites Tagesrennen) begann das darauffolgende Rennen (2 und 4) jedoch von der Pole-Position.
- Die Plätze dazwischen wurden entsprechend umgekehrt.

Bei der Wertung wurde zwischen den Rennen mit und ohne Umkehr-Regelung unterschieden (Platz 1 – 10):
- Rennen 1 und 3 (ohne Umkehr-Regelung): 20, 15, 12, 10, 8, 6, 4, 3, 2, 1 Punkt(e)
- Rennen 2 und 4 (mit Umkehr-Regelung): 10, 9, 8, 7, 6, 5, 4, 3, 2, 1 Punkt(e)

### Fahrer-Wertung
Tabellen-Endstand (Plätze 1–10) nach dem Saisonfinale in San Sebastián, Spanien (Circuito del Jarama):
| Pl. | Fahrer               | Marke        | Punkte |
| --- | -------------------- | ------------ | ------ |
| 1.  | David Vršecký        | Freightliner | 490    |
| 2.  | Antonio Albacete     | MAN          | 467    |
| 3.  | Jochen Hahn          | MAN          | 361    |
| 4.  | Markus Bösiger       | Freightliner | 295    |
| 5.  | Christopher Levett   | MAN          | 253    |
| 6.  | Egon Allgäuer        | MAN          | 218    |
| 7.  | Markus Altenstrasser | Renault      | 139    |
| 8.  | Stuart Oliver        | MAN          | 119    |
| 9.  | Frankie Vojtíšek     | Renault      | 101    |
| 10. | Balázs Szobi         | MAN          | 94     |

### Team-Wertung
Tabellen-Endstand nach dem Saisonfinale in San Sebastián, Spanien (Circuito del Jarama):
| Rang | Team                       | Fahrer                                 | Trucks       | Punkte |
| ---- | -------------------------- | -------------------------------------- | ------------ | ------ |
| 1    | Buggyra Int. Racing System | David Vršecký, Markus Bösiger          | Freightliner | 887    |
| 2    | Team Hahn Oxxo Racing      | Jochen Hahn, Balázs Szobi              | MAN          | 634    |
| 3    | Frankie Truck Racing Team  | Markus Altenstrasser, Frankie Vojtíšek | Renault      | 475    |
| 4    | Team Bird’s Bernau         | Christopher Levett, Dominique Lachèze  |              | 291    |